# Замена неотбытой части наказания более мягким его видом
Замена неотбытой части наказания более мягким его видом — возможность улучшения положения осуждённого, при которой более строгий вид наказания прекращает исполняться и заменяется более мягким.
Замена наказания регулируется ст, 80 Уголовного кодекса и Постановлением Пленума Верховного Суда РФ от 21 апреля 2009 г. N 8 «О судебной практике условно-досрочного освобождения от отбывания наказания, замены неотбытой части наказания более мягким видом наказания»

## Необходимость замены
В процессе исполнения уголовных наказаний в результате осуществляемого исправительного воздействия может меняться степень общественной опасности личности осуждённого. Как правило, изменения происходят в сторону её уменьшения, то есть исправления осуждённого. Если исправление практически достигается до истечения назначенного судом срока наказания, так что вовсе отпадает необходимость в применении карательных мер, осуждённый подлежит условно-досрочному освобождению. Однако зачастую даже при отсутствии такого почти завершённого исправления отпадает необходимость в применении к осуждённому наиболее строгих видов наказания, в особенности лишения свободы: его дальнейшее исправление становится возможным в условиях менее серьёзных ограничений прав и свобод, характерных для более мягких видов наказания. В таких случаях наказание осуждённому может заменяться на более мягкий вид.
Замена наказания более мягким его видом является существенной составной частью так называемой прогрессивной системы отбывания уголовного наказания, в которой правовой статус осуждённого и степень серьёзности применяемых мер воздействия зависят от его поведения на пути к исправлению.
Кроме материального основания замены, в качестве которого выступает становление осуждённого на путь исправления, требуется также фактическое отбытие определённой части назначенного судом наказания.

## В уголовном праве России
Впервые такая мера, как замена неотбытой части наказания более мягким его видом появилась в уголовном праве России с принятием УК РСФСР 1960 года. В действующем УК РФ она регламентирована в ст. 80. Кроме того, некоторые проблемные вопросы применения данной меры разъяснены в Постановлении Пленума Верховного Суда РФ от 21.04.2009 № 8
«О судебной практике условно-досрочного освобождения от отбывания наказания, замены неотбытой части наказания более мягким видом наказания».
Замене на более мягкий вид подлежат такие виды наказания, как лишение свободы, принудительные работы или содержание в дисциплинарной воинской части. Пожизненное лишение свободы заменяться более мягким видом наказания не может. В качестве заменяющих наказаний могут выступать штраф, лишение права занимать определённые должности или заниматься определённой деятельностью, обязательные работы, исправительные работы, ограничение по военной службе, ограничение свободы или арест. Невозможна замена реального лишения свободы на условное осуждение к данной мере.
Замена наказания более мягким его видом применяется к осуждённым, которые встали на путь исправления, но ещё полностью не исправились. Критерии, по которым устанавливается данное состояние осуждённого, в законе не определены. В литературе к ним относят отсутствие взысканий за нарушение дисциплины, добросовестное отношение к труду и учёбе, стремление осуждённого жить в условиях свободы и наличие у него соответствующих социальных навыков. Учитывается поведение лица в период всего срока отбывания наказания. Препятствием к применению данной меры могут служить факты умышленного уклонения осуждённого от возмещения причинённого преступлением вреда (путём сокрытия имущества, доходов, уклонения от работы и т. д.). При этом само по себе наличие у осуждённого взысканий не может быть основанием для отказа в замене наказания,
На практике лишение свободы обычно заменяется исправительными работами или ограничением свободы (в будущем возможна также замена на принудительные работы), так как замена на прочие виды наказания либо невозможна ввиду ограниченного круга лиц, к которым они могут быть применены, либо нецелесообразна.
Чётких критериев назначения срока или размера нового вида наказания закон не устанавливает. С одной стороны, суд исходит из достаточности нового наказания для исправления осуждённого. С другой стороны, срок заменяющего наказания обычно не превышает оставшейся части заменяемого. Кроме того, учитываются максимальный и минимальный сроки или размеры нового вида наказания.
Неотбытая часть наказания может быть заменена более мягким видом наказания после фактического отбытия осуждённым к лишению свободы за совершение:
- преступления небольшой или средней тяжести — не менее одной трети срока наказания;
- тяжкого преступления — не менее половины срока наказания;
- особо тяжкого преступления — не менее двух третей срока наказания;
- преступлений против половой неприкосновенности несовершеннолетних, а также организации преступного сообщества или участия в нём — не менее трёх четвертей срока наказания;
- преступлений против половой неприкосновенности несовершеннолетних, не достигших четырнадцатилетнего возраста, — не менее четырёх пятых срока наказания.

В случае, если наказание было назначено по совокупности преступлений или приговоров, срок, по истечении которого возможна подача ходатайства замене наказания или УДО, исчисляется по наиболее тяжкому преступлению в совокупности. Например, если в совокупности преступлений одно является тяжким, а другое — особо тяжким, то замена наказания или УДО возможна после отбытия 2/3 срока наказания.
При замене наказания более мягким его видом осуждённый может быть полностью или частично освобождён от дополнительных наказаний, если они ещё не были исполнены.
Не допускается замена реального лишения свободы на условное, так как это один и тот же вид наказания
Ходатайство о замене наказания более мягким его видом может быть подано самим осуждённым. Кроме того, исправительные учреждения могут подавать представления о применении данного вида освобождения от наказания. Ходатайства и представления рассматриваются районным (городским) судом по месту нахождения исправительного учреждения, либо гарнизонным военным судом.
При рассмотрении ходатайства или представления о замене неотбытой части наказания более мягким видом наказания осуждённому за преступление против половой неприкосновенности несовершеннолетнего, не достигшего четырнадцатилетнего возраста, суд учитывает результаты судебно-психиатрической экспертизы в отношении такого осуждённого.
Данный вид освобождения от наказания является безусловным и отмене не подлежит.
В настоящее время замена наказания более мягким видом применяется довольно редко: удельный вес осуждённых, к которым она применялась, в разные годы составлял 0,5—2 %.
Порядок направления ходатайства о замене неотбытой части наказания более мягким наказанием в суд
Администрация мест лишения свободы в течение 10 дней со дня получения ходатайства обязана направить его в суд, приложив к нему свою характеристику. В характеристике должны быть указаны следующие сведения:
— сведения о поведении осуждённого в период отбывания наказания;
— сведения об отношении осуждённого к труду, учёбе, совершенному им преступлению;
— сведения о заглаживании осуждённым ущерба от преступления;
— в отношении лиц осуждённых за преступления сексуального характера в отношении малолетних указывается его отношение к назначенному принудительному лечению. К характеристике осуждённых за указанные преступления прикладывается заключение лечащего врача.
На практике судьи требуют от администрации колонии приобщать к ходатайству осуждённого кроме характеристики копии следующих документов:
1. Ходатайство осуждённого
2. Приговора и иных судебных постановлений по делу,
3. Постановления суда, вынесенные по ходатайству на УДО, отсрочку исполнения наказания, замене режима, если осуждённый ранее обращался с такими ходатайствами.
4. Справку о имеющихся взысканиях и поощрениях за время отбывания наказания.
5. Сведения о возмещении ущерба. В соответствии с законом эти сведения указывает сам осуждённый. Однако, возмещение ущерба должна администрация исправительной колонии. Доказательством может быть копия исполнительного листа, иной официальный документ. расписка потерпевшего, с его нотариально удостоверенной подписью.
6. Медицинская справка свидетельствующая, что осуждённый по состоянию здоровья может отбывать определённый вид наказания. Например, исправительные работы.
7. Документы, подтверждающие наличие у осуждённого места жительства и работы в случае его освобождения. Например, гарантийное письмо администрации предприятия о трудоустройстве осуждённого в случае его освобождения, справка отдела полиции по месту жительства осуждённого о его предполагаемом месте регистрации, правоустанавливающие документы на жилые помещения.
Судебная практика по рассмотрению ходатайств о замене неотбытой части наказания более мягким видом наказания
Верховный Суд РФ в своём постановлении от 21.04.2009 N 8 (ред. от 09.02.2012) «О судебной практике условно-досрочного освобождения от отбывания наказания, замены неотбытой части наказания более мягким видом наказания» разъяснил судам, что, суды не должны необоснованно отказывать в УДО и замене неотбытой части наказания, тем более по основаниям которые не содержаться в законе. В частности Верховный Суд отметил, что судимость, мягкость назначенного наказания, отрицание своей вины, недлительное пребывания в ИК не являются основанием для отказа в замене неотбытой части наказания более мягким видом наказания.
Взыскания, которые были наложены на осуждённого во время отбывания наказания, должны оцениваться судом с учётом их характера и в совокупности с другими данными характеризующими личность осуждённого, после назначения ему наказания судом.
Наличие наложенных на осуждённого взысканий не может служить как препятствием, для УДО или замены неотбытой части наказания более мягким видом наказания.
Суд так же разъяснил, что при разрешении ходатайства о замене неотбытой части наказания более мягким видом наказания следует выяснять, по какой причине не был возмещён материальный ущерб причинённый преступлением. Если ущерб от преступления не был возмещён по причинам независящим от осуждённого, например, наличие у осуждённого инвалидности, заболевания препятствующего труду, отсутствие возможности трудоустроиться в колонии, суд не вправе отказать в удовлетворении ходатайства по тем основаниям, что ущерб не возмещён.
Наличие фактов указывающих на умышленное уклонение осуждённого от возмещения вреда, влечёт отказ в удовлетворении ходатайства осуждённого.
Если суд примет решение об удовлетворении заявленного ходатайства, он так же должен решить вопрос о возможности освобождения осуждённого от назначенного дополнительного наказания.о заменить на любое наказание предусмотренное УК РФ. На практике заменить лишение свободы можно на: ограничение свободы, исправительные работы и иногда штраф.
Замене наказания в виде лишения свободы на исправительные работы не назначается назначены инвалидам I группы, беременным женщинам, женщинам, имеющим детей до трёх лет.
Хотя формально, не отбытая часть наказания в виде лишения свободы может быть заменена на штраф, в судебной практике, такая замена не получила широкого распространения, так как большинство осуждённых не знают, смогут ли они его заплатить после освобождения.
Кроме того, процедура такой замены, размер штрафа в случае замены законом не определены.
Ранее судебное решение по ходатайству осуждённых о замене неотбытой части наказания более мягким видом наказания всецело зависело от характеристики представленной колонией и позиции этого учреждения в суде. Остаётся надеяться, что новая редакция указанного постановления Высшего суда, изменит судебную практику в лучшую сторону.